# 哭晁卿衡
《哭晁卿衡》是由唐朝著名詩人李白所撰的七言絕句，目的是抒發日籍好友遇險的悲痛心情。

## 寫作背景
晁衡（日本原名阿倍仲麻呂）是日本派往唐朝留學的遣唐使其中一員。716年，19歲的阿倍仲麻呂開始來到唐朝留學，並開展在中國長達53年的生活。
晁衡於唐朝歷任光祿大夫、秘書監等職。由於詩文良好且擅長歌詠，深受唐玄宗賞識，並與詩人李白、王維等人結成好友。
753年10月，晁衡因為思念祖國，乘船回日本，途中遭遇風暴。754年3月，李白仍未收到晁衡的下落，以為好友在海難中遭逢不測，於悲痛中揮下七言絕句《哭晁卿衡》，抒發思念之情。

## 全文
|  | 日本晁卿辭帝都，征帆一片繞蓬壺。 明月不歸沉碧海，白雲愁色滿蒼梧。 |

## 外部連結
- 《哭晁卿衡》詩歌評析（页面存档备份，存于）